# Hall of Fame Tennis Championships 2016
L'Hall of Fame Tennis Championships 2016 è stato un torneo maschile di tennis giocato sull'erba. È stata la 41ª edizione dell'Hall of Fame Tennis Championships, che fa parte della categoria ATP Tour 250 nell'ambito dell'ATP World Tour 2016. Il torneo si è giocato all'International Tennis Hall of Fame di Newport dall'11 al 17 luglio 2016.

## Partecipanti

### Teste di serie
| Nazionalità | Giocatrice       | Ranking* | Testa di serie |
| ----------- | ---------------- | -------- | -------------- |
| Stati Uniti | Steve Johnson    | 29       | 1              |
| Croazia     | Ivo Karlović     | 32       | 2              |
| Lussemburgo | Gilles Müller    | 39       | 3              |
| Cipro       | Marcos Baghdatis | 40       | 4              |
| Canada      | Vasek Pospisil   | 44       | 5              |
| Francia     | Adrian Mannarino | 55       | 6              |
| Israele     | Dudi Sela        | 63       | 7              |
| Stati Uniti | Donald Young     | 69       | 8              |

* Ranking al 27 giugno 2016

### Altri partecipanti
I seguenti giocatori hanno ricevuto una wild card per il tabellone principale:
- James Duckworth
- Stefan Kozlov
- Mackenzie McDonald

I seguenti giocatori sono passati dalle qualificazioni:

- Brian Baker
- Frank Dancevic
- Alex Kuznetsov
- Michał Przysiężny

Il seguente giocatore è entrato in tabellone come lucky loser:
- Amir Weintraub

## Campioni

### Singolare
Ivo Karlović ha sconfitto in finale  Gilles Müller con il punteggio di 6(2)–7, 7–6(5), 7–6(12).
- È il settimo titolo in carriera per Karlović, primo della stagione.

### Doppio
Samuel Groth /  Chris Guccione hanno sconfitto in finale  Jonathan Marray /  Adil Shamasdin con il punteggio di 6-4, 6-3